# Condado de Genesee (Nova Iorque)
O Condado de Genesee é um dos 62 condados do Estado americano de Nova Iorque. A sede do condado e a sua maior cidade é Batavia. O condado possui uma área de 1 283 km²(dos quais 3 km² estão cobertos por água), uma população de 60 370 habitantes, e uma densidade populacional de 47 hab/km² (segundo o censo nacional de 2000). O condado foi fundado em 1802.